# Nerf mentonnier
Le nerf mentonnier est un nerf sensitif innervant le menton et la lèvre inférieure. C'est une branche du nerf alvéolaire inférieur, lui-même branche du nerf mandibulaire, lui-même branche du nerf trijumeau (Ve paire de nerfs crâniens)